# 그랜드둥근잎박쥐
그랜드둥근잎박쥐 또는 그랜드잎코박쥐(Hipposideros grandis)는 잎코박쥐과에 속하는 박쥐의 일종이다. 중국과 미얀마, 태국, 베트남에서 발견된다.

## 분류학
테이트(George Henry Hamilton Tate)에 의하면, 1936년 미국의 동물학자 알렌(Glover Morrill Allen)가 처음 종을 기재했다. 알렌은 호스필드둥근잎박쥐(Hipposideros larvatus)의 아종으로 수록했다. 완모식표본은 미얀마 친드윈강 지역에서 수집되었다. 반향정위와 형태 분석을 통해, 2006년 별도의 종으로 분류되기까지 호스필드둥근잎박쥐의 아종으로 자주 등재되었다.

## 특징
수컷의 평균 전완장이 60.5mm인 반면에 암컷은 61mm이다. 수컷 몸무게는 평균 18.3g이고, 암컷은 17.6g이다. 인도에서 반향정위 주파수는 최고 98 kHz로 다른 잎코박쥐속 종들과 구별된다.

## 분포 및 서식지
중국과 미얀마, 태국, 베트남을 포함한 여러 아시아 국가에서 발견된다. 인도에서도 발견된다.